# Prion
Prion hay thể đạm độc là một dạng cấu trúc protein có sắp xếp đa cấu trúc nhiều hướng, tối thiểu có thể biến đổi thành thể đạm độc khác.  Đây là cách nó nhân bản và gây bệnh tương tự như siêu vi rút. Thể đạm độc trong tiếng Anh gọi là prion, theo cách gọi vào năm 1982 của Stanley B. Prusiner, là cách nói kết hợp của protein (đạm) và infection (lây nhiễm), dựa vào khả năng của thể đạm độc có thể tự sao và truyền cấu trúc của nó cho thể đạm độc khác. Trong nhiều năm thu thập đặc tính của thể đạm độc, thể đạm độc đầu tiên được phát hiện trên động vật có vú được coi như thể đạm độc chính (major prion protein) (PrP).
Prion là phân tử prôtêin không chứa một loại axit nuclêic nào hoặc nếu có thì cũng quá ngắn để mã hóa bất kì một prôtêin nào mà prion có. Trong cơ thể bình thường có thể có sẵn prion nhưng chúng không gây bệnh. Trong một điều kiện nào đó prion có thể thay đổi cấu trúc và gây bệnh. Prion gây nhiều bệnh nguy hiểm ở động vật và người, gây thoái hóa hệ thần kinh trung ương và giảm sút trí tuệ như bệnh bò điên, bệnh Creutzfeldt-Jakob, bệnh kuru, bệnh mất ngủ FFI ở người. Prion được ghi nhận là một trong những căn bệnh khó chữa nhất bởi độ phức tạp và khó loại bỏ.

## Prion chính (PrP)

### Phát hiện
Trong thập niên 60 của thế kỷ 20,  2 nhà nghiên cứu ở Luân Đôn, nhà sinh vật & phóng xạ học Tikvah Alper và nhà toán học John Stanley Griffith, đã đề xuất 1 mô hình về khả năng gây bệnh của tác nhân là cấu trúc protein đơn thuần.

Vào năm 1982, Stanley B. Prusiner của đại học University of California, San Francisco công bố nhóm của ông đã thanh lọc ra thể đạm độc theo giả thuyết.

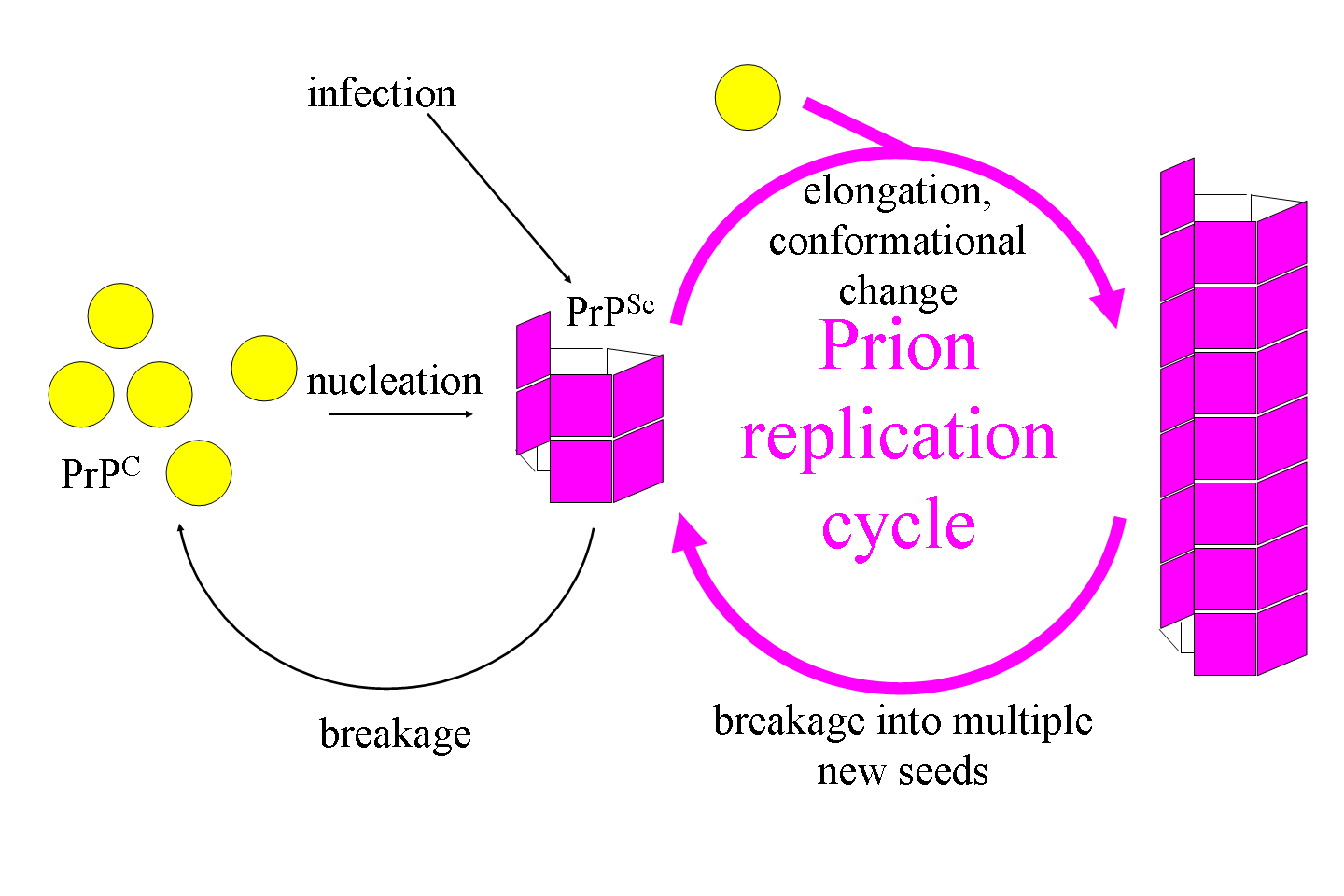
Mô hình dạng sợi của quá trình sao chép thể đạm độc.

## Bệnh do nhiễm prion
Thể đạm độc gây ra bệnh suy giảm hệ thần kinh trung ương, phá hoại cấu trúc cơ.
Tất cả các bệnh liên quan tới thể đạm độc được gọi là TSEs (transmissible spongiform encephalopathies), hiện nay đều chưa chữa được và chắc chắn gây ra tử vong sau nhiều năm

### Lây nhiễm
Thể đạm độc hiện có thể lây qua 3 dạng: truyền nhiễm, di truyền và phơi nhiễm.

### Phương pháp chữa trị và chẩn đoán
Vào năm 2011 đã có phát hiện mới là thể đạm độc có thể bị suy thoái bởi rêu.

### Tổng quan
- CDC – USA Centers for Disease Control and Prevention – information on prion diseases
- World Health Organisation – WHO information on prion diseases

### Báo cáo
- The UK BSE Inquiry[liên kết hỏng] – Report of the UK public inquiry into BSE and variant CJD
- UK Spongiform Encephalopathy Advisory Committee (SEAC) Lưu trữ ngày 16 tháng 3 năm 2011 tại UK Government Web Archive

### Di truyền học
- Mammalian prion classification International Committee on Taxonomy of Viruses – ICTVdb
- Online Mendelian Inheritance in Man: Prion protein – PrP, inherited prion disease and transgenic animal models.
- The Surprising World of Prion Biology—A New Mechanism of Inheritance Lưu trữ ngày 10 tháng 12 năm 2011 tại Wayback Machine on-line lecture by Susan Lindquist

### Nghiên cứu
- Institute for Neurodegenerative Diseases – labs studying prion diseases, run by Stanley B. Prusiner, MD
- Prion Disease Database (PDDB) Lưu trữ ngày 16 tháng 4 năm 2011 tại Wayback Machine – Comprehensive transcriptome resource for systems biology research in prion diseases.
- Susan Lindquist's seminars: "The Surprising World of Prion Biology" Lưu trữ ngày 29 tháng 10 năm 2016 tại Wayback Machine
- http://www.prion.ucl.ac.uk/ MRC Prion Unit run by Professor John Collinge. Study of all forms of prion disease and development of therapies.

### Khác
- UCSF Memory and Aging Center – medical center for diagnosis and care of people with prion disease and research into origin and treatment of prion diseases. (YouTube channel)
- 3D electron microscopy structures of Prions from the EM Data Bank(EMDB)